# خشم و هیاهو (فیلم ۱۳۹۴)
خشم و هیاهو فیلمی به کارگردانی و نویسندگی هومن سیدی و تهیه‌کنندگی سعید سعدی محصول سال ۱۳۹۴ است.
این فیلم در سی و چهارمین دوره جشنواره فیلم فجر برنده جایزه بهترین فیلمبرداری شد. هومن سیدی هم برای کارگردانی خشم و هیاهو جایزه ویژه هیئت داوران را از آن خود کرد.
فیلم خشم و هیاهو از تاریخ ۲۶ اسفند ۱۳۹۴ در سینماهای ایران به اکران نوروزی رسید، و با احتساب فروش فیلم در شبکه نمایش خانگی، بیش از دو میلیارد تومان فروش داشت.

## خلاصه داستان
زندگی به من آموخت که هیچ چیز از هیچ‌ کس بعید نیست! این فیلم داستانی جنایی و پیچیده از زندگی یک خواننده را به تصویر می‌کشد. بسیاری از منتقدان معتقدند که داستان این فیلم بسیار شبیه روایت قتل همسر ناصر محمدخانی و اعدام زن صیغه‌ای او، شهلا جاهد است. نام و شیوهٔ روایت این فیلم، برگرفته از رمان خشم و هیاهو نوشتهٔ ویلیام فاکنر است.

## بازیگران
| بازیگر        | نقش                         |
| ------------- | --------------------------- |
| نوید محمدزاده | خسرو یعقوب‌زاده (خسرو پارسا) |
| طناز طباطبایی | حنا سرافراز                 |
| رعنا آزادی ور | تینا نوریان                 |
| سعید چنگیزیان | بازپرس                      |
| بهناز جعفری   | مدیر خوابگاه                |
| رضا بهبودی    | قاضی                        |
| سامیار محمدی  | معز                         |

## موسیقی متن
موسیقی متن این فیلم را کارن همایون‌فر ساخته‌است. این موسیقی متن در سال ۹۵ در آلبومی به نام «همه این روزها» منتشر شد. ترانهٔ تیتراژ خشم و هیاهو - به نام «کارتن‌خواب بزرگ» - توسط رضا کولغانی خوانندهٔ گروه داماهی با ملودی کولغانی و ترانه‌ای از محمود طلوعی هم‌زمان با اکران فیلم منتشر شد.

## جوایز و نامزدی‌ها

### سی و چهارمین دوره جشنواره فیلم فجر
| قسمت                      | نامزد                      | نتیجه    | جایزه        |
| ------------------------- | -------------------------- | -------- | ------------ |
| بهترین بازیگر نقش اول مرد | نوید محمدزاده              | نامزدشده |              |
| بهترین بازیگر نقش اول زن  | طناز طباطبایی              | نامزدشده |              |
| بهترین فیلمبرداری         | پیمان شادمان‌فر             | برنده    | سیمرغ بلورین |
| بهترین صدا                | حسین بشاش و آرش قاسمی      | نامزدشده |              |
| بهترین طراحی صحنه و لباس  | محسن نصراللهی و رعنا امینی | نامزدشده |              |
| جایزه ویژه هیئت داوران    | هومن سیدی                  | برنده    | سیمرغ بلورین |

### هجدهمین جشن سینمای ایران
| قسمت              | نامزد          | نتیجه    | جایزه      |
| ----------------- | -------------- | -------- | ---------- |
| بهترین فیلم‌برداری | پیمان شادمان‌فر | نامزدشده |            |
| بهترین طراحی لباس | رعنا امینی     | نامزدشده |            |
| بهترین صدابرداری  | حسین بشاش      | نامزدشده |            |
| بهترین صداگذاری   | آرش قاسمی      | برنده    | تندیس زرین |